# Jean-Claude Larrieu
Jean-Claude Larrieu (20 de septiembre de 1943, Montastruc) es un director de fotografía francés.
Durante su carrera profesional ha colaborado en numerosas ocasiones con la cineasta Isabel Coixet.

## Filmografía
- Le Crime d'amour (1982) - Guy Gilles
- Un amour à Paris (1988) - Merzak Allouache
- Bille en tête (1989) - Carlo Cotti
- J'aurais jamais dû croiser son regard (1989) - Jean-Marc Longval
- Mauvaise fille (1991) - Régis Franc
- Petits arrangements avec les morts (1994) - Pascale Ferran
- Le Garçu (1995) - Maurice Pialat
- Restons groupés (1998) - Jean-Paul Salomé
- Le Bleu des villes (1999) - Stéphane Brizé
- Mi vida sin mí (2003) - Isabel Coixet
- Le Ventre de Juliette (2003) - Martin Provost
- Viva Laldjérie (2003) - Nadir Moknèche
- Habana Blues (2005) - Benito Zambrano
- Paris, je t'aime - segment Bastille (2006) - Isabel Coixet
- La vida secreta de las palabras (2006) - Isabel Coixet
- Comme les autres (2008) - Vincent Garenq
- Elegy (2008) - Isabel Coixet
- Joueuse (2009) - Caroline Bottaro
- Mapa de los sonidos de Tokio (2009) - Isabel Coixet
- Las chicas de la sexta planta (2011) - Philippe Le Guay
- Molière en bicicleta (2013) - Philippe Le Guay
- Another Me (2013) - Isabel Coixet
- Floride (2015) - Philippe Le Guay
- Nadie quiere la noche (2015) - Isabel Coixet
- Julieta (2016) - Pedro Almodóvar
- The Bookshop (2017) - Isabel Coixet
- Normandie nue (2019) - Philippe le Guay
- It Snows in Benidorm (2020) - Isabel Coixet

## Premios
Medallas del Círculo de Escritores Cinematográficos
| Año  | Categoría        | Película                        | Resultado |
| ---- | ---------------- | ------------------------------- | --------- |
| 2003 | Mejor fotografía | Mi vida sin mí                  | Nominado  |
| 2005 | Mejor fotografía | La vida secreta de las palabras | Ganador   |
| 2015 | Mejor fotografía | Nadie quiere la noche           | Nominado  |
| 2016 | Mejor fotografía | Julieta                         | Nominado  |
| 2017 | Mejor fotografía | La librería                     | Ganador   |
| 2020 | Mejor fotografía | Nieva en Benidorm               | Ganador   |

Premios Goya
| Año  | Categoría        | Película              | Resultado |
| ---- | ---------------- | --------------------- | --------- |
| 2015 | Mejor fotografía | Nadie quiere la noche | Nominado  |
| 2017 | Mejor fotografía | La librería           | Nominado  |